# Pararge hiera
Pararge hiera är en fjärilsart som beskrevs av Fabricius 1777. Pararge hiera ingår i släktet Pararge och familjen praktfjärilar. Inga underarter finns listade i Catalogue of Life.